# Castello di Gardolo
Il castello di Gardolo è un castello medievale ormai in rovina che si trova sul Dosso della Purga, sopra l'abitato di Gardolo di Mezzo, paese del comune di Trento in Trentino.

## Storia
Il castello, che si ergeva a difesa della via Rossa, non era molto grande ed era dotato di una torre risalente probabilmente a un periodo antecedente al XII secolo. Viene citato per la prima volta in un testo del 1161 del principe vescovo di Trento Adelpreto II.
Nel 1184 risulta annotato che il vescovo Alberto Madruzzo acquisì i feudi da Wasengerino di Gardolo e una sola parte del suddetto castello, per quaranta marche d'argento.
Il 14 di novembre 1212, metà del castello fu venduta da Guitoldo di Trento e suo nipote Milone al vescovo Federico Vanga per 2250 lire veronesi.
Le ultime tracce scritte risalgono al 1376. A partire dai secoli successivi fu definitivamente abbandonato e cadde in rovina.